# Verenahof
Verenahof (También conocido como Büttenharter Hof o Verenahöfe)  fue un exclave alemán  en Suiza, administrativamente parte de la ciudad alemana de Wiechs am Randen (que ahora es parte de la ciudad de Tengen). Geográficamente, se separó de Wiechs am Randen por unos 200 a 300 metros de una amplia franja de territorio suizo.
El 4 de octubre de 1967, el territorio, que contenía solamente tres casas y 11 personas, se convirtió en parte de Suiza en la transferencia de 529 912 m² (casi 53 hectáreas o 0,53 km²) de parcelas de Alemania Occidental (que habían sido administrativamente parte de las ciudades alemanas de Constanza, Öhningen, Rielasingen , Wiechs am Randen, Altenburg, Stühlingen, Weizen y Grimmelshofen) a cambio de la transferencia a Alemania Occidental  de un área igual de parcelas suizos (que habían sido administrativamente parte de las ciudades suizas de Kreuzlingen, Hemishofen, Büttenhardt, Opfertshofen y Merishausen). En la actualidad pertenece al municipio suizo de Büttenhardt.